# Frederikssund
Frederikssund este un oraș în Danemarca.
Aici s-a născut scriitorul Aage Dons.